# Ramonia leptospora
Ramonia leptospora är en lavart som först beskrevs av Johannes Müller Argoviensis, och fick sitt nu gällande namn av Vezda. Ramonia leptospora ingår i släktet Ramonia och familjen Gyalectaceae.   Inga underarter finns listade i Catalogue of Life.